# Painkiller Jane (serie televisiva)
Painkiller Jane è una serie televisiva statunitense trasmessa in prima visione da Sci Fi Channel nel 2007, che narra le avventure dell'agente speciale Jane Vasco interpretata da Kristanna Loken. La serie è liberamente ispirata all'omonimo fumetto creato da Jimmy Palmiotti e da Joe Quesada. A causa dei bassi ascolti, la serie è stata cancellata dopo una sola stagione.

## Trama
(Slogan)
L'agente speciale della DEA, Jane Vasco ha delle doti speciali. Da bambina suo padre la chiamava Painkiller Jane descrivendo la sua volontà e capacità di resistere persino nelle situazioni più dolorose. Ma la sua resistenza sta per essere messa alla prova. Jane è reclutata da un ente governativo segreto dedicato al contenere e, se necessario, a neutralizzare la minaccia degli individui chiamati "Neuro" e che hanno delle capacità superumane. Nessuno sa che cosa ha causato le aberrazioni che hanno portato all'aumento delle loro abilità. I loro poteri sono ampi e vari, qualcuno ha abilità telecinetiche, altri sono in grado di provocare allucinazioni e così via.
Jane potrebbe essere una di loro. Durante il corso della sua prima missione con la sua nuova squadra, scopre di possedere anch'essa dei formidabili poteri: non può essere uccisa, poiché guarisce da qualunque ferita. Però non può ancora eliminare il dolore. La scoperta delle sue capacità la rende ancor più determinata a svelare quanto più possibile sui Neuros.
I membri della sua unità speciale sono Andre McBride (Rob Stewart), il capo della squadra; Connor King (Noah Danby), un agente speciale munito di una astuta capacità di osservazione; Riley Jensen (Sean Owen Roberts), un mago dei computer incaricato di sorveglianza e comunicazioni; il dottor Seth Carpenter (Stephen Lobo) il medico dell'unità e lo scienziato; Joe Waterman (Nathaniel Deveaux), il più vecchio, guardiano della base; Maureen Bowers (Alaina Huffman), ex compagna alla DEA di Jane e sua amica che, come Jane, è reclutata dopo la scoperta delle informazioni segrete sui Neuros.

## Episodi
| Stagione       | Episodi | Prima TV originale | Prima TV Italia |
| -------------- | ------- | ------------------ | --------------- |
| Prima stagione | 22      | 2007               | 2008            |